# (864) Aase
(864) Aase es un asteroide perteneciente al cinturón de asteroides descubierto el 30 de septiembre de 1921 por Karl Wilhelm Reinmuth desde el observatorio de Heidelberg-Königstuhl, Alemania.
Está nombrado por Aase, un personaje del drama Peer Gynt del escritor noruego Henrik Ibsen.

## Circunstancias del descubrimiento
En 1958 se descubrió que (864) Aase, descubierto en 1917 por Max Wolf, y (1078) Mentha, descubierto en 1926 por Karl Reinmuth, eran el mismo objeto. En 1974 se decidió mantener el nombre de Mentha para el objeto y reutilizar Aase para nombrar al actual asteroide.